# Andrzej Lucjan Kobus
Andrzej Lucjan Kobus (ur. 1974) – polski historyk, doktor habilitowany nauk humanistycznych.

## Życiorys
W 1998  r. ukończył studia historyczne na Uniwersytecie Łódzkim, w 2003 r. obronił pracę doktorską pt. Czechosłowacja wobec narodzin, rozwoju i delegalizacji „Solidarności” (1980-1982), której promotorem był prof. Wojciech Materski, w 2024 r. habilitował się na podstawie pracy zatytułowanej Underground za drutami. Nieformalne ruchy młodzieżowe w PRL i wybranych krajach bloku wschodniego (1980-1989).
Został pracownikiem naukowym w Akademii Piotrkowskiej i na Uniwersytecie Jana Kochanowskiego w Kielcach.